# ديرك تساندر
ديرك تساندر (بالألمانية: Dirk Zander)‏ (13 مايو 1965 هامبورغ ألمانيا - ) هو لاعب كرة قدم ألماني يلعب كلاعب وسط.

## روابط خارجية
- ديرك تساندر على موقع قاعدة بيانات كرة القدم.إي يو (الإنجليزية)
- ديرك تساندر على موقع بيانات كرة القدم. دي إي (الألمانية)
- ديرك تساندر على موقع عالم كرة القدم.نت (الإنجليزية)